# 埃弗勒斯 (堪薩斯州)
埃弗勒斯（英語：Everest）為美国堪薩斯州布朗縣的城市。2010年美國人口普查中該城市人口有284人。

## 歷史
由於此地有鐵路建設通過，約在1882年於此地設立埃弗勒斯。城市名稱以擔任聯合太平洋鐵路中部支線的律師、堪萨斯州参议院議員亞倫·S·埃弗勒斯（Aaron S. Everest）中校命名以茲紀念。

## 地理
埃弗勒斯坐落在北緯39度40分36秒、西經95度25分31秒（亦可表示成39.676743°，-95.425269°）處。根據美国人口调查局的資料，此城市總面積0.26平方英里（0.67平方），全境為陸地。

## 人口統計
| 调查年                | 人口 | 备注   | %±     |
| --------------------- | ---- | ------ | ------ |
| 1890                  | 478  |        | —      |
| 1900                  | 502  |        | 5.0%   |
| 1910                  | 436  |        | −13.1% |
| 1920                  | 403  |        | −7.6%  |
| 1930                  | 386  |        | −4.2%  |
| 1940                  | 375  |        | −2.8%  |
| 1950                  | 363  |        | −3.2%  |
| 1960                  | 348  |        | −4.1%  |
| 1970                  | 304  |        | −12.6% |
| 1980                  | 331  |        | 8.9%   |
| 1990                  | 310  |        | −6.3%  |
| 2000                  | 314  |        | 1.3%   |
| 2010                  | 284  |        | −9.6%  |
| 2014年估计            | 281  | [ 11 ] | −1.1%  |
| U.S. Decennial Census |      |        |        |

### 2010年人口普查
2010年人口普查中，此城市人口有284人，戶數126戶，79個家庭。人口密度為421.7人/平方公里（1,092.3人/平方英里）。此城市有155棟住宅，平均每平方公里有230.2棟住宅。此城市居民之種族有91.5%為白人；1.1%為非裔美洲人；2.1%為美洲原住民；4.2%為其他種族；1.1%為混血種族。而西班牙裔或拉丁裔美洲人佔此城市人口的4.9%。
此城市之戶籍數計有126戶。其中擁有18歲以下孩童的住戶佔29.4%；已婚夫婦且同居的住戶佔48.4%，無婚姻女性住戶佔10.3%；無婚姻男性住戶佔4.0%；無家庭的住戶佔37.3%。獨居住戶佔全戶之32.5%，其中住戶為65歲或以上之獨居老人佔15.1%。住戶平均人數為2.25人，家庭平均人數則是2.84人。
此城市居民之年齡中位數為40.2歲。居民以年齡層分類來看，18歲以下者佔25.7%；18歲至24歲者佔4.6%；25歲至44歲者佔24.6%；45歲至64歲者佔30.7%；65歲或以上者則佔14.4%。男性佔全市人口之49.3%，女性則佔全市人口之50.7%。

### 2000年人口普查
2000年人口普查中，此城市人口有314人，戶數135戶，90個家庭。人口密度為466.3人/平方公里（1,226.4人/平方英里）。此城市有156棟住宅，平均每平方公里有231.7棟住宅。此城市居民之種族有90.76%為白人；2.87%為非裔美洲人；4.78%為美洲原住民；0.32%為其他種族；1.27%為混血種族。而西班牙裔或拉丁裔美洲人佔此城市人口的2.23%。
此城市之戶籍數計有135戶。其中擁有18歲以下孩童的住戶佔31.1%；已婚夫婦且同居的住戶佔57.0%，無婚姻女性住戶佔6.7%；無家庭的住戶佔33.3%。獨居住戶佔全戶之28.9%，其中住戶為65歲或以上之獨居老人佔20.7%。住戶平均人數為2.33人，家庭平均人數則是2.89人。
此城市居民以年齡層分類來看，18歲以下者佔25.2%；18歲至24歲者佔9.9%；25歲至44歲者佔25.8%；45歲至64歲者佔20.7%；65歲或以上者則佔18.5%。此城市居民之年齡中位數為38歲。性別比方面，每100位女性所對應的男性數為93.8位，如只計算18歲或以上的居民，則是每100位女性所對應的男性數為89.5位。
此城市每戶平均收入為27,500美元，每個家庭平均收入為40,000美元。男性平均收入24,500美元；女性平均收入23,438美元。該城市人均收入為14,056美元。此城市約有8.3%的家庭、12.3%的人口低於貧窮門檻，其中未滿18歲者佔12.8%，65歲或以上者佔16.7%。

## 外部連結
城市
- Everest - Directory of Public Officials

學校
- USD 430, local school district

地圖
- Everest City Map （页面存档备份，存于）, KDOT